# Jean Carl
Jean Carl, de son nom de naissance Johann Carl, né le 28 novembre 1877 à Scuol (Grisons) et mort le 7 juin 1944 à Genève, est un entomologiste suisse. Il travaille au Muséum d'histoire naturelle de Genève de 1900 à 1944, étudiant principalement les myriapodes, mais aussi les orthoptères, phasmes, isopodes et collemboles dont il décrit plus de 670 taxons dont plus de 500 espèces.

## Taxons dédiés
Le genre Carlius Uvarov, 1939  est dédié à Jean Carl, ainsi que les espèces suivantes :
- Ischyropsalis carli Lessert, 1905
- Oedignatha carli Reimoser, 1934
- Smeringopus carli Lessert, 1915
- Thyropygus carli Attems, 1938

## Taxons décrits
Carl est le descripteur des deux super-familles de myriapodes :
- Pygmaeosomatoidea Carl, 1941
- Rhachodesmoidea Carl, 1903

Il a également décrit les quatre familles suivantes :
- Oncopoduridae Carl & Lebedinsky, 1905
- Pygmaeosomatidae Carl, 1941
- Rhachodesmidae Carl, 1903
- Rhachidesmidae Carl, 1903

Jean Carl est descripteur ou co-descripteur de 99 genres :
- Aceratophallus Carl, 1902
- Akribosoma Carl, 1935
- Amphipeltis Carl, 1914
- Andropromachus Carl, 1913
- Anthogonopus Carl, 1926
- Antillophilus Carl, 1913
- Archandrodesmus Carl, 1932
- Atopogonus Carl, 1926
- Bacunculus Carl, 1913
- Brachycerodesmus Carl, 1914
- Brachyrhamphus Carl, 1915
- Brachyspirobolus Carl, 1914
- Calymmodesmus Carl, 1914
- Canacophilus Carl, 1926
- Chelogonobolus Carl, 1919
- Cingalobolus Carl, 1918
- Cladomimus Carl, 1915
- Coonoorophilus Carl, 1932
- Cotylotropis Carl, 1926
- Cyphozonus Carl, 1913
- Desmocricus Carl, 1918
- Echinoclonia Carl, 1913
- Fuhrmannodesmus Carl, 1914
- Grammorhabdus Carl, 1932
- Gymnogonodesmus Carl, 1922
- Gyrodrepanum Carl, 1932
- Gyrophallus Carl, 1914
- Heteropeltis Carl, 1914
- Himantogonus Carl, 1932
- Hingstonia Carl, 1935
- Holopodostreptus Carl, 1913
- Japygophana Carl, 1921
- Klimakodesmus Carl, 1932
- Koinoglyphius Carl, 1941
- Komphobolus Carl, 1941
- Kukkalodesmus Carl, 1932
- Labidiophasma Carl, 1915
- Lankabolus Carl, 1941
- Lankadesmus Carl, 1932
- Macroquilta Carl, 1916
- Mastodesmus Carl, 1911
- Melanodesmus Carl, 1914
- Mesodesmus Carl, 1909
- Mesoniscus Carl, 1906
- Micrarchus Carl, 1913
- Microrhachis Carl, 1903
- Microspirobolus Carl, 1909
- Mimarchus Carl, 1913
- Mimoscudderia Carl, 1914
- Neocordyloporus Carl, 1905
- Neodontopyge Carl, 1913
- Neoleptodesmus Carl, 1903
- Nesoglomeris Carl, 1912
- Nesoscirtella Carl, 1914
- Oncopodura Carl & Lebedinsky, 1905
- Ootacadesmus Carl, 1932
- Pagodesmus Carl, 1932
- Paracanachus Carl, 1915
- Parahieroglyphus Carl, 1916
- Paraleptinia Carl, 1913
- Paralistroscelis Carl, 1908
- Parallaga Carl, 1916
- Paranedyopus Carl, 1932
- Paraphylloptera Carl, 1914
- Parapsyra Carl, 1914
- Parasimodera Carl, 1914
- Paroxyartes Carl, 1913
- Phyllogonostreptus Carl, 1918
- Picrogonopus Carl, 1941
- Pixodesmus Carl, 1926
- Plethodesmus Carl, 1926
- Polydrepanum Carl, 1932
- Polygamus Carl, 1914
- Pseudomorphacris Carl, 1916
- Pseudoprionopeltis Carl, 1902
- Pseudosphaeroparia Carl, 1932
- Pseudospirobolellus Carl, 1912
- Pseudostheneboea Carl, 1913
- Pycnotropis Carl, 1914
- Pygmaeosoma Carl, 1941
- Saussurobolus Carl, 1919
- Sholaphilus Carl, 1932
- Sikoriella Carl, 1914
- Skotodesmus Carl, 1932
- Sphyrometopa Carl, 1908
- Steganostigmus Carl, 1932
- Stenobolus Carl, 1918
- Stenostreptus Carl, 1917
- Stenurostreptus Carl, 1917
- Tectoporus Carl, 1902
- Telodrepanum Carl, 1932
- Tonkinacris Carl, 1916
- Trichogonostreptus Carl, 1918
- Trichozonus Carl, 1905
- Wattenwyliella Carl, 1914
- Xenobolus Carl, 1919
- Xenodoxus Carl, 1914
- Xiphidiogonus Carl, 1932
- Yorkiella Carl, 1908

Carl a enfin décrit les 569 espèces, sous-espèces, variétés ou formes suivantes :
- Acacus parvulus Carl, 1913
- Acanthoclonia horrida Carl, 1913
- Acartia amboinensis Carl, 1907
- Acartia bispinosa Carl, 1907
- Aceratophallus unicolor Carl, 1902
- Achorutes schaefferi Carl, 1901
- Achorutes subterraneus Carl, 1906
- Achorutes vernalis Carl, 1901
- Achrioptera composita Carl, 1913
- Acutangulus neglectus Carl, 1903
- Agastrophus caledonicus Carl, 1926
- Agastrophus cinctellus Carl, 1926
- Agastrophus orientalis Carl, 1912
- Akreiodesmus minutus Carl, 1932
- Akreiodesmus simulans Carl, 1932
- Akribosoma cylindrica Carl, 1935
- Alocodesmus alatus Carl, 1914
- Alocodesmus intermedius Carl, 1914
- Andropromachus scutatus Carl, 1913
- Anoplodesmus kelaarti valparaiensis Carl, 1932
- Anoplodesmus solitarius Carl, 1909
- Antillophilus brevitarsus Carl, 1913
- Antongilia unispinosa Carl, 1913
- Aphelidesmus ambiguus Carl, 1914
- Aphorura minor Carl, 1899
- Aporodesmus dentiger Carl, 1909
- Archandrodesmus areatus Carl, 1932
- Archandrodesmus kandyanus Carl, 1932
- Archandrodesmus riparius Carl, 1932
- Archandrodesmus tuberculatus Carl, 1932
- Arnilia saussurei Carl, 1916
- Aruanoidea incerta Carl, 1913
- Asprenas dubius Carl, 1915
- Asprenas effeminatus Carl, 1913
- Asprenas impennis Carl, 1913
- Asprenas sarasini Carl, 1915
- Astata freygessneri Carl, 1920
- Atopogonus baccatus Carl, 1926
- Aulacobolus dysoni Carl, 1941
- Aulacobolus ejaculans Carl, 1941
- Aulacobolus ejaculans ejaculans Carl, 1941
- Aulacobolus ejaculans vallensis Carl, 1941
- Aulacobolus gravelyi var. fergusoni Carl, 1941
- Aulacobolus gravelyi var. septentrionalis Carl, 1941
- Aulacobolus perfidus Carl, 1941
- Bacteria monticola Carl, 1913
- Bacunculus parvulus Carl, 1913
- Batodesmus acceptus Carl, 1914
- Bostra intermedia Carl, 1913
- Brachycerodesmus petersi Carl, 1914
- Brachyrhamphus fecundus Carl, 1915
- Brachyrhamphus longipes Carl, 1915
- Calvisia suspecta Carl, 1913
- Calymmodesmus andinus Carl, 1914
- Calynda coronata Carl, 1913
- Cambalopsis butteli Carl, 1922
- Cambalopsis simulans Carl, 1941
- Canacophilus acutangulus Carl, 1926
- Canacophilus fastidiosus Carl, 1926
- Canacophilus humboldti Carl, 1926
- Canacophilus lifouensis Carl, 1926
- Canacophilus rouxi Carl, 1926
- Canacophilus sarasini Carl, 1926
- Canthocamptus subterraneus Carl, 1904
- Carausius proximus Carl, 1913
- Castanotherium boetonense Carl, 1912
- Castanotherium decoratum Carl, 1912
- Castanotherium distinctum Carl, 1912
- Castanotherium laeve Carl, 1912
- Castanotherium ornatum Carl, 1912
- Castanotherium pilosum Carl, 1912
- Castanotherium sparsepunctatum Carl, 1912
- Castanotherium stellatum Carl, 1912
- Castanotherium suspectum Carl, 1912
- Centema zehntneri Carl, 1913
- Chondrodesmus attemsi Carl, 1914
- Chondrodesmus carbonarius Carl, 1914
- Chondrodesmus convexus Carl, 1914
- Chondrodesmus dorsovittatus Carl, 1914
- Chondrodesmus nobilis Carl, 1914
- Chondrodesmus riparius Carl, 1914
- Cingalobolus bugnioni Carl, 1918
- Cladomimus griseus Carl, 1915
- Clitumnus bicolor Carl, 1913
- Clitumnus humberti Carl, 1913
- Clitumnus superbus Carl, 1913
- Coonoorophilus monstruosus Carl, 1932
- Cordyloporus aubryi var. luteola Carl, 1902
- Cordyloporus dilatatus Carl, 1905
- Cordyloporus longipes Carl, 1913
- Cordyloporus mareesi Carl, 1909
- Cordyloporus porati Carl, 1905
- Cordyloporus pulcher Carl, 1905
- Cordyloporus studeri Carl, 1913
- Cosmozoma coelebs Carl, 1914
- Cosmozoma vespertilio Carl, 1914
- Cotylotropis hystrix Carl, 1926
- Cryptodesmus sellae var. dentiger Carl, 1909
- Cryptodesmus triseriatus Carl, 1912
- Cryptodesmus volzi Carl, 1913
- Cryptogonodesmus brevicornis Carl, 1914
- Cryptogonodesmus fuhrmanni Carl, 1914
- Cryptogonodesmus obtusangulus Carl, 1914
- Cryptogonodesmus petersi Carl, 1914
- Cuniculina augusta Carl, 1913
- Cuniculina melanocephala Carl, 1913
- Cyphozonus costatus Carl, 1913
- Dellia multicolor Carl, 1916
- Desmocricus conjunctus Carl, 1918
- Dichroplus fraternus Carl, 1916
- Dinematocricus faucium var. fulvosignata Carl, 1918
- Diopsiulus crassipes Carl, 1941
- Diopsiulus greeni Carl, 1941
- Diopsiulus insolitus Carl, 1941
- Diopsiulus mulierosus Carl, 1936
- Diopsiulus plumipes Carl, 1941
- Diopsiulus vagans Carl, 1941
- Diponthus invidus Carl, 1916
- Dixippus fruhstorferi Carl, 1913
- Doratogonus annulipes Carl, 1917
- Dyme annulata Carl, 1913
- Dyme atropurpurea Carl, 1913
- Echinoclonia borneensis Carl, 1913
- Elimaea atrata Carl, 1914
- Entomobrya puncteola var. signata Carl, 1900
- Entoria continentalis Carl, 1913
- Epinannolene exilis Carl, 1914
- Epinannolene fuhrmanni Carl, 1914
- Epinannolene nigrita Carl, 1914
- Eriolus macrocephalus Carl, 1908
- Eucarcharus lobulatus Carl, 1913
- Eucles unicolor Carl, 1913
- Eurhinocricus naufragus Carl, 1918
- Euryzonus flavosignatus Carl, 1909
- Fuhrmannodesmus lividus Carl, 1914
- Glomeridesmus indus Carl, 1942
- Glyphiulus elegans wroughtoni Carl, 1941
- Glyphiulus errabundus Carl, 1941
- Glyphiulus javanicus Carl, 1911
- Glyphiulus nubilus Carl, 1941
- Gnathoclita peruviana Carl, 1921
- Grammorhabdus asperrimus Carl, 1932
- Gratidia pulchrepicta Carl, 1913
- Gymnogonodesmus virilis Carl, 1922
- Gyrophallus imitans Carl, 1914
- Gyrophallus simillimus Carl, 1914
- Harpurostreptus attemsi Carl, 1941
- Harpurostreptus matarae Carl, 1941
- Harpurostreptus montivagus Carl, 1941
- Heteropeltis luctuosus Carl, 1914
- Hieroglyphus oryzivorus Carl, 1916
- Hieroglyphus tonkinensis Carl, 1916
- Hieroglyphus vastator Carl, 1916
- Himantogonus rufocinctus Carl, 1932
- Hingstonia eremita Carl, 1935
- Holochlora cuisinieri Carl, 1914
- Holochlora fruhstorferi Carl, 1914
- Holochlora venusta Carl, 1914
- Holochlora voluptaria Carl, 1914
- Holopodostreptus braueri Carl, 1913
- Icosidesmus nanus Carl, 1902
- Icosidesmus olivaceus Carl, 1902
- Icosidesmus schenkeli Carl, 1902
- Icosidesmus suteri Carl, 1902
- Icosidesmus variegatus Carl, 1902
- Isopsera tonkinensis Carl, 1914
- Isotoma alticola Carl, 1899
- Isotoma elegans Carl, 1899
- Isotoma lanuginosa Carl, 1899
- Isotoma nivalis Carl, 1910
- Isotoma paradoxa Carl, 1899
- Isotoma theobaldi Carl, 1899
- Japygophana peloti Carl, 1921
- Klimakodesmus gravelyi Carl, 1932
- Komphobolus mimicus Carl, 1941
- Ktenostreptus acceptus Carl, 1941
- Kukkalodesmus exiguus Carl, 1932
- Labidiophasma rouxi Carl, 1915
- Lankabolus coelebs Carl, 1941
- Lepidocyrtus montanus Carl, 1901
- Lepidoniscus pruinosus pruinosus Carl, 1908
- Leptodesmus augustus Carl, 1914
- Leptodesmus oltramarei Carl, 1902
- Leptodesmus plataleus granosus Carl, 1902
- Leptodesmus tricolor Carl, 1902
- Leptostreptus caudatus Carl, 1941
- Leucocyphoniscus cristallinus Carl, 1906
- Leucocyphoniscus dollfusi Carl, 1908
- Leucocyphoniscus gibbosus Carl, 1908
- Libethra secunda Carl, 1913
- Libethra soror Carl, 1913
- Ligidium coecum Carl, 1904
- Lophostreptus bicolor Carl, 1909
- Lophostreptus kandti Carl, 1909
- Lophostreptus ptilostreptoides Carl, 1909
- Macroquilta longipennis Carl, 1916
- Masaris saussurei Carl, 1921
- Mastodesmus zehntneri Carl, 1911
- Medaura subintegra Carl, 1913
- Mesoniscus cavicolus Carl, 1906
- Messicobolus zonatus Carl, 1918
- Micrarchus parvulus Carl, 1913
- Microspirobolus aequatorialis Carl, 1909
- Microspirobolus domesticus Carl, 1909
- Microspirobolus fuhrmanni Carl, 1914
- Microspirobolus mayori Carl, 1914
- Mimarchus tarsatus Carl, 1913
- Mimoscudderia modesta Carl, 1914
- Mimoscudderia picta Carl, 1914
- Monistria profundesulcata Carl, 1916
- Monistria vinosa Carl, 1916
- Munatia biolleyi Carl, 1916
- Munatia decorata Carl, 1916
- Myronides trilineatus Carl, 1913
- Nastonotus foreli Carl, 1921
- Neocordyloporus asperus Carl, 1905
- Nesoglomeris alticola Carl, 1912
- Nesoglomeris eremita Carl, 1912
- Nesoglomeris sarasinorum Carl, 1912
- Nesoscirtella polita Carl, 1914
- Nicephora forficulata Carl, 1921
- Odontopyge detruncata Carl, 1905
- Odontopyge dispersa Carl, 1909
- Odontopyge dorsalis Carl, 1909
- Odontopyge dorsosulcata Carl, 1909
- Odontopyge emini Carl, 1909
- Odontopyge fasciata Carl, 1905
- Odontopyge intermedia Carl, 1909
- Odontopyge kandti Carl, 1909
- Odontopyge kandti kandti Carl, 1909
- Odontopyge laticollis Carl, 1909
- Odontopyge pococki Carl, 1909
- Odontopyge regina Carl, 1909
- Odontopyge socialis Carl, 1909
- Odontopyge spiralis Carl, 1909
- Odontopyge urbicola Carl, 1909
- Odontopyge vermicularis Carl, 1909
- Odontopyge xerophila Carl, 1909
- Oncopodura hamata Carl & Lebedinsky, 1905
- Oniscodesmus fuhrmanni Carl, 1914
- Ootacadesmus humilis Carl, 1932
- Opisotretus butteli Carl, 1922
- Opisotretus butteli butteli Carl, 1922
- Opisotretus setosus Carl, 1922
- Opisthoporodesmus bacillifer Carl, 1912
- Orchesella rufescens var. distincta Carl, 1900
- Orobia melanocephala Carl, 1913
- Orobia modesta Carl, 1913
- Orobia occipitalis Carl, 1913
- Orthacris incongruens Carl, 1916
- Orthomorpha ambigua Carl, 1941
- Orthomorpha armata Carl, 1902
- Orthomorpha bimontana Carl, 1932
- Orthomorpha bipulvillata Carl, 1902
- Orthomorpha coonoorensis Carl, 1932
- Orthomorpha coriacea Carl, 1902
- Orthomorpha dentata Carl, 1932
- Orthomorpha hingstoni Carl, 1935
- Orthomorpha mediovirgata Carl, 1941
- Orthomorpha orophila Carl, 1941
- Orthomorpha rugulosa Carl, 1932
- Orthomorpha simulans Carl, 1935
- Orthomorpha willeyi Carl, 1932
- Orthomorpha zehntneri Carl, 1902
- Oxya minuta Carl, 1916
- Oxyartes spinipennis Carl, 1913
- Oxyartes spinosisismus Carl, 1913
- Oxydesmus lugubris Carl, 1909
- Oxydesmus valdaui var. multituberculatus Carl, 1905
- Pachyurus convexus Carl, 1902
- Pachyurus heterosculptus Carl, 1902
- Pagodesmus biporus Carl, 1932
- Pagodesmus eremitus Carl, 1932
- Pagodesmus sulcifer Carl, 1932
- Paracalanus clevei Carl, 1907
- Parahieroglyphus bilineatus Carl, 1916
- Paraleptinia schulthessi Carl, 1913
- Paralistroscelis insularis Carl, 1908
- Parallaga pigra Carl, 1916
- Paramenexenus nanus Carl, 1913
- Paranedyopus subcylindricus Carl, 1932
- Paraphylloptera relicta Carl, 1914
- Parapsyra notabilis Carl, 1914
- Parapyrrhicia virilis Carl, 1914
- Parasimodera saussurei Carl, 1914
- Paroxyartes dohertyi Carl, 1913
- Peridontopyge gracilis Carl, 1913
- Peridontopyge volzi Carl, 1913
- Philoscia pruinosa Carl, 1908
- Phisis acutipennis Carl, 1908
- Phyllomimus musicus Carl, 1914
- Phyrama laticolle Carl, 1914
- Picrogonopus gracillimus Carl, 1941
- Pixodesmus gracilis Carl, 1926
- Platyrrhacus alatus Carl, 1912
- Platyrrhacus arietis Carl, 1912
- Platyrrhacus biolleyi Carl, 1902
- Platyrrhacus bivirgatus Carl, 1902
- Platyrrhacus coelebs Carl, 1902
- Platyrrhacus crassipes Carl, 1909
- Platyrrhacus fecundus Carl, 1912
- Platyrrhacus fraternus Carl, 1902
- Platyrrhacus mecheli Carl, 1902
- Platyrrhacus modestus Carl, 1902
- Platyrrhacus montivagus Carl, 1902
- Platyrrhacus mortoni Carl, 1909
- Platyrrhacus propinquus Carl, 1902
- Platyrrhacus riparius Carl, 1902
- Platyrrhacus sarasinorum Carl, 1912
- Platyrrhacus vicinus Carl, 1918
- Platyrrhacus zonatus Carl, 1912
- Plethodesmus biseriatus Carl, 1926
- Polyconoceras suspensus Carl, 1918
- Polydesmus americanus Carl, 1902
- Polydesmus japonicus Carl, 1902
- Polydrepanum implicatum Carl, 1941
- Polydrepanum tamilum Carl, 1932
- Polygamus macropterus Carl, 1914
- Polygamus punctipennis Carl, 1914
- Polylepis elberti Carl, 1912
- Polylepiscus braueri Carl, 1918
- Poratia heterotuberculata Carl, 1902
- Poratophilus distinctus Carl, 1917
- Poratophilus junodi Carl, 1917
- Poratophilus similis Carl, 1917
- Porcellio rathkei var. transalpina Carl, 1908
- Prionopeltis bicolor Carl, 1902
- Prionopeltis butteli Carl, 1922
- Prionopeltis humberti Carl, 1902
- Prionopeltis socialis Carl, 1912
- Prisomera palawanica Carl, 1913
- Prisopus biolleyi Carl, 1913
- Propyrgodesmus frater Carl, 1932
- Pseudoprionopeltis cinereus Carl, 1902
- Pseudoprionopeltis martini Carl, 1902
- Pseudosphaeroparia cardamomi Carl, 1932
- Pseudosphaeroparia nilgirensis Carl, 1932
- Pseudosphaeroparia palnensis Carl, 1932
- Pseudosphaeroparia palnensis palnensis Carl, 1932
- Pseudosphaeroparia palnensis soror Carl, 1932
- Pseudostheneboea minor Carl, 1913
- Pseudostheneboea segregata Carl, 1913
- Psyra sondaica Carl, 1921
- Pycnotropis haenschi Carl, 1918
- Pygmaeosoma palnense Carl, 1941
- Racilia exigua Carl, 1916
- Rhinocricus annulipes Carl, 1912
- Rhinocricus bernardinensis Carl, 1918
- Rhinocricus brevipes Carl, 1914
- Rhinocricus centralis Carl, 1912
- Rhinocricus centralis var. minor Carl, 1912
- Rhinocricus centralis var. spectabilis Carl, 1912
- Rhinocricus elberti Carl, 1912
- Rhinocricus fulvescens Carl, 1918
- Rhinocricus fulvescens ascobinatus Carl, 1918
- Rhinocricus fulvescens fulvescens Carl, 1918
- Rhinocricus fulvotaeniatus Carl, 1912
- Rhinocricus gorontalensis Carl, 1912
- Rhinocricus instabilis Carl, 1914
- Rhinocricus instabilis adolescens Carl, 1914
- Rhinocricus instabilis instabilis Carl, 1914
- Rhinocricus instabilis valens Carl, 1914
- Rhinocricus lateralis Carl, 1912
- Rhinocricus lateralis lateralis Carl, 1912
- Rhinocricus lateralis var. atratus Carl, 1912
- Rhinocricus leucopygus Carl, 1912
- Rhinocricus lombokensis Carl, 1912
- Rhinocricus macassarensis Carl, 1912
- Rhinocricus moenensis Carl, 1912
- Rhinocricus montivagus Carl, 1912
- Rhinocricus multistriatus Carl, 1912
- Rhinocricus peninsularis Carl, 1912
- Rhinocricus peninsularis peninsularis Carl, 1912
- Rhinocricus peninsularis var. expulsus Carl, 1912
- Rhinocricus phthisicus Carl, 1912
- Rhinocricus ripariensis Carl, 1912
- Rhinocricus rufozonatus Carl, 1918
- Rhinocricus semiplumbeus Carl, 1914
- Rhinocricus transversezonatus Carl, 1912
- Rhinotus celebensis Carl, 1912
- Rhinotus demfiuranus Carl, 1912
- Rhinotus dempuranus Carl, 1912
- Rhinotus ducalis Carl, 1926
- Rhinotus hicksoni Carl, 1912
- Rhinotus hispidus Carl, 1926
- Rhinotus modestus Carl, 1926
- Rhinotus trichocephalus Carl, 1912
- Ropalidia montana Carl, 1934
- Salomona uncinata Carl, 1908
- Saussurobolus neglectus Carl, 1919
- Schoettella albomaculata Carl, 1901
- Schoettella rhaetica Carl, 1899
- Seira corticalis Carl, 1899
- Seira dollfusi Carl, 1899
- Sholaphilus albidus Carl, 1932
- Sikoriella bimaculata Carl, 1914
- Siphonophora columbianum Carl, 1914
- Siphonophora fuhrmanni Carl, 1914
- Siphonophora gracilicornis Carl, 1914
- Siphonophora grandis Carl, 1922
- Siphonophora minuta Carl, 1922
- Siphonophora socialis Carl, 1926
- Siphonophora zehntneri Carl, 1912
- Skotodesmus crepuscularis Carl, 1932
- Skotodesmus crepuscularis var. debilis Carl, 1932
- Sminthurus fuscus var. pardalis Carl, 1899
- Sminthurus gallicus Carl, 1899
- Sminthurus hortensis var. ornata Carl, 1901
- Solaenaulus butteli birmanica Carl, 1941
- Sphaeriodesmus medius Carl, 1902
- Sphaeriodesmus neglectus Carl, 1902
- Sphaeropoeus cinctus Carl, 1906
- Sphaeropoeus simplex Carl, 1909
- Sphaeropoeus velutinus Carl, 1906
- Sphaeropoeus velutinus var. xanthopleurus Carl, 1909
- Sphaeropoeus volzi Carl, 1906
- Sphyrometopa femorata Carl, 1908
- Spirobolellus ambiguus Carl, 1926
- Spirobolellus canalensis Carl, 1926
- Spirobolellus comicus Carl, 1926
- Spirobolellus dimidiatus Carl, 1926
- Spirobolellus dispersus Carl, 1926
- Spirobolellus exiguus Carl, 1926
- Spirobolellus expulsus Carl, 1926
- Spirobolellus fallax Carl, 1926
- Spirobolellus leucopygus Carl, 1926
- Spirobolellus minutus Carl, 1926
- Spirobolellus modestus Carl, 1926
- Spirobolellus montanus Carl, 1926
- Spirobolellus nigricornis Carl, 1926
- Spirobolellus phthisicus Carl, 1926
- Spirobolellus rouxi Carl, 1926
- Spirobolellus rufocinctus Carl, 1926
- Spirobolellus sarasini Carl, 1926
- Spirobolellus solitarius Carl, 1912
- Spirobolellus solitarius Carl, 1926
- Spirobolellus subterraneus Carl, 1926
- Spirobolellus taeniatus Carl, 1926
- Spirobolellus xylophilus Carl, 1926
- Spirobolellus yatensis Carl, 1926
- Spirobolus simulans Carl, 1905
- Spirostreptus angustifrons Carl, 1905
- Spirostreptus frater Carl, 1909
- Spirostreptus inconstans Carl, 1914
- Spirostreptus malayus Carl, 1909
- Spirostreptus minor Carl, 1909
- Spirostreptus multiannulatus Carl, 1909
- Spirostreptus neglectus Carl, 1909
- Spirostreptus pulcherrimus Carl, 1909
- Spirostreptus rubrocinctus Carl, 1906
- Spirostreptus ruralis Carl, 1914
- Spirostreptus saussurei Carl, 1909
- Spirostreptus solitarius Carl, 1909
- Spirostreptus straminipes Carl, 1909
- Spirostreptus zehntneri Carl, 1909
- Steganostigmus canonicus Carl, 1932
- Steganostigmus contortipes Carl, 1932
- Steganostigmus patruelis Carl, 1932
- Stemmatoiulus bogotensis Carl, 1914
- Stemmatoiulus debilis Carl, 1914
- Stemmatoiulus fuhrmanni Carl, 1914
- Stemmatoiulus hortensis Carl, 1914
- Stemmatoiulus major Carl, 1914
- Stemmiulus crassipes Carl, 1941
- Stenobolus insularis Carl, 1918
- Stenostreptus hassleri Carl, 1917
- Strongylosoma albicans Carl, 1902
- Strongylosoma constrictum Carl, 1912
- Strongylosoma dimorphum Carl, 1913
- Strongylosoma fossiger Carl, 1909
- Strongylosoma fossiger var. silvestre Carl, 1909
- Strongylosoma fossiger var. typica Carl, 1909
- Strongylosoma fossiger var. ussuwiense Carl, 1909
- Strongylosoma hirtipes Carl, 1912
- Strongylosoma intermedium Carl, 1902
- Strongylosoma iuliforme Carl, 1905
- Strongylosoma iuliforme volzi Carl, 1913
- Strongylosoma moniliforme Carl, 1912
- Strongylosoma monomorphum Carl, 1913
- Strongylosoma montigena Carl, 1935
- Strongylosoma montivagum Carl, 1912
- Strongylosoma naviculare Carl, 1902
- Strongylosoma nigrovirgatum Carl, 1902
- Strongylosoma patrioticum var. unicolor Carl, 1902
- Strongylosoma pictum Carl, 1912
- Strongylosoma solitarium Carl, 1909
- Strongylosoma tesselatum Carl, 1909
- Strongylosoma vagans Carl, 1909
- Sundanina hirta Carl, 1932
- Sundanina laevisulcata Carl, 1932
- Sundanina spinipleura Carl, 1941
- Sundanina trifida Carl, 1941
- Talitrus decoratus Carl, 1934
- Tapesia cuisinieri Carl, 1916
- Tauchira mirabilis Carl, 1916
- Tauchira samanga Carl, 1916
- Tauchira vidua Carl, 1916
- Tectoporus gracilipes Carl, 1902
- Telodrepanum badaga Carl, 1932
- Teratodes brachypterus Carl, 1916
- Tetracanthella alpina Carl, 1901
- Thisoicetrus brevicornis Carl, 1916
- Thisoicetrus jucundus Carl, 1916
- Thisoicetrus littoralis var. aethiopica Carl, 1916
- Thisoicetrus praestans Carl, 1916
- Thrinciulus laevicollis Carl, 1905
- Thyropygus cuisinieri Carl, 1917
- Thyropygus eremitus Carl, 1941
- Thyropygus helicogonus Carl, 1941
- Thyropygus interfectus Carl, 1941
- Thyropygus macracanthus Carl, 1941
- Thyropygus minusculus f. discretus Carl, 1941
- Thyropygus minusculus f. striatus Carl, 1941
- Thyropygus minusculus f. suspectus Carl, 1941
- Thyropygus minusculus f. vicinus Carl, 1941
- Thyropygus nanus Carl, 1941
- Thyropygus nanus var. striatus Carl, 1941
- Thyropygus negotiosus Carl, 1941
- Thyropygus subvalidus Carl, 1941
- Thyropygus tricolor Carl, 1941
- Thyropygus vicarius Carl, 1941
- Tonkinacris decoratus Carl, 1916
- Trachelomegalus sumatranus Carl, 1906
- Trachyiulus humberti Carl, 1911
- Trachyiulus humberti willeyi Carl, 1941
- Trachyzulpha annulifera Carl, 1914
- Trichogonostreptus ternetzi Carl, 1918
- Trichomorpha annulipes Carl, 1914
- Trichomorpha debilitata Carl, 1914
- Trichomorpha denticulata Carl, 1914
- Trichomorpha gracilis Carl, 1914
- Trichomorpha hirsuta Carl, 1914
- Trichomorpha nitida Carl, 1914
- Trichomorpha pilosella Carl, 1914
- Trichomorpha propinqua Carl, 1914
- Trichomorpha reducta Carl, 1914
- Trichomorpha venusta Carl, 1914
- Trichomorpha virgata Carl, 1914
- Trichoniscus albidus gallicus Carl, 1908
- Trichoniscus albidus var. helveticus Carl, 1908
- Trichoniscus eremitus Carl, 1908
- Trichoniscus medius Carl, 1908
- Trichoniscus propinquus Carl, 1908
- Trichoniscus roseus var. nanus Carl, 1908
- Trichoniscus roseus var. subterraneus Carl, 1906
- Trichoniscus virei Carl, 1908
- Trichoniscus vividus var. montanus Carl, 1908
- Trichozonus escalerae Carl, 1905
- Trigoniulus andropygus impunctatus Carl, 1918
- Trigoniulus bitaeniatus Carl, 1912
- Trigoniulus dimorphus Carl, 1909
- Trigoniulus incommodus Carl, 1912
- Trigoniulus mertoni Carl, 1912
- Trigoniulus pleuralis Carl, 1912
- Trigoniulus sericatus Carl, 1912
- Trigoniulus squamosus Carl, 1912
- Trigoniulus velox Carl, 1912
- Trigonocorypha maxima Carl, 1914
- Trigonostylus ammonites Carl, 1914
- Trigonostylus hirsutus Carl, 1914
- Trigonostylus niger Carl, 1914
- Wattenwyliella dispar Carl, 1914
- Xenodoxus nobilis Carl, 1914
- Xestophrys lombockensis Carl, 1908
- Xiphidiogonus dravidus Carl, 1932
- Xiphidiogonus hendersoni Carl, 1932
- Xiphidiogonus spinipleurus Carl, 1932
- Yorkiella picta Carl, 1908
- Yorkiella vidua Carl, 1921